# TT69
| mn · n · Y1 | n · A |

| mn · n · Y1 | n · A |

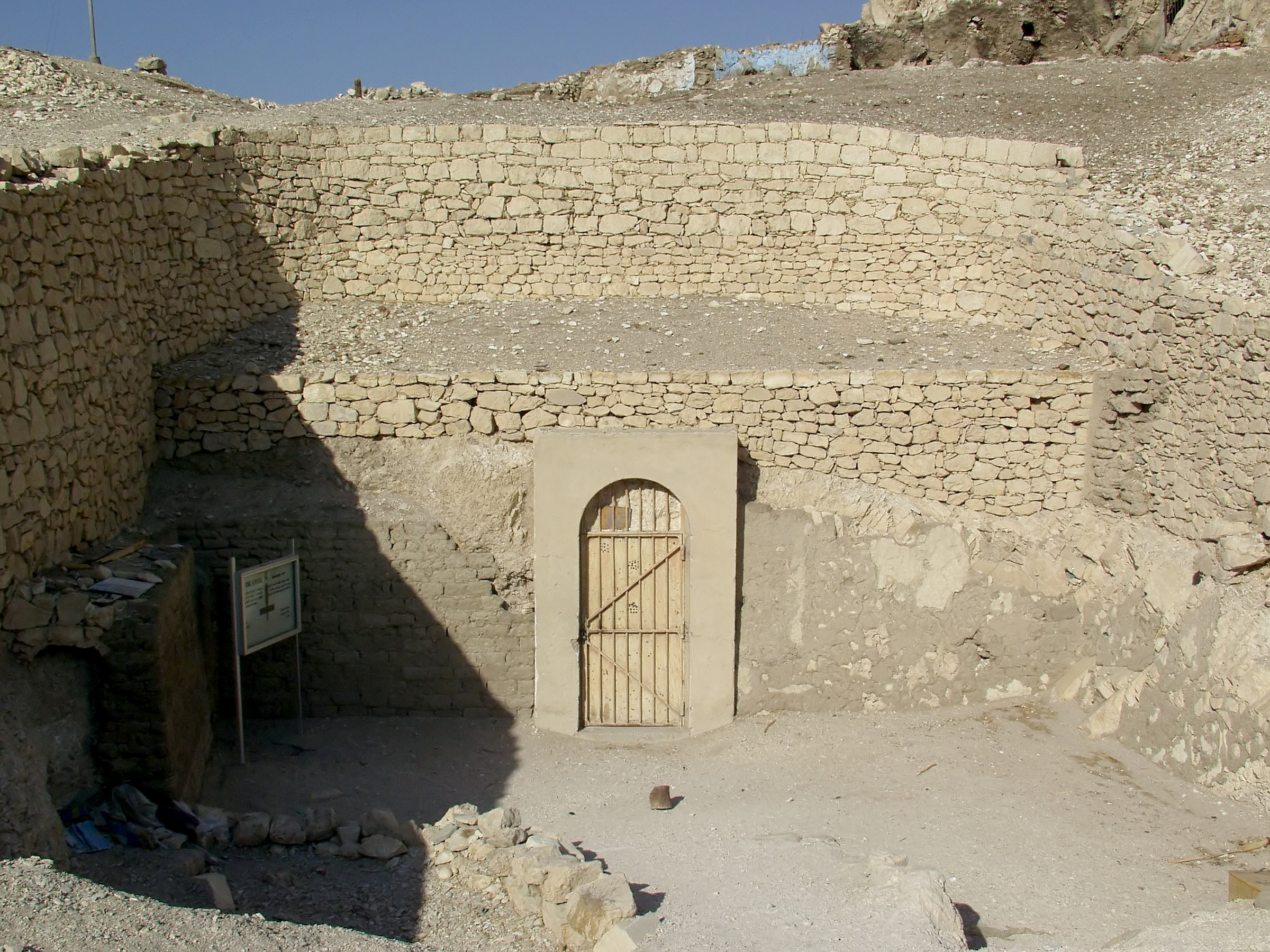
Entrada a la tumba de Menna.

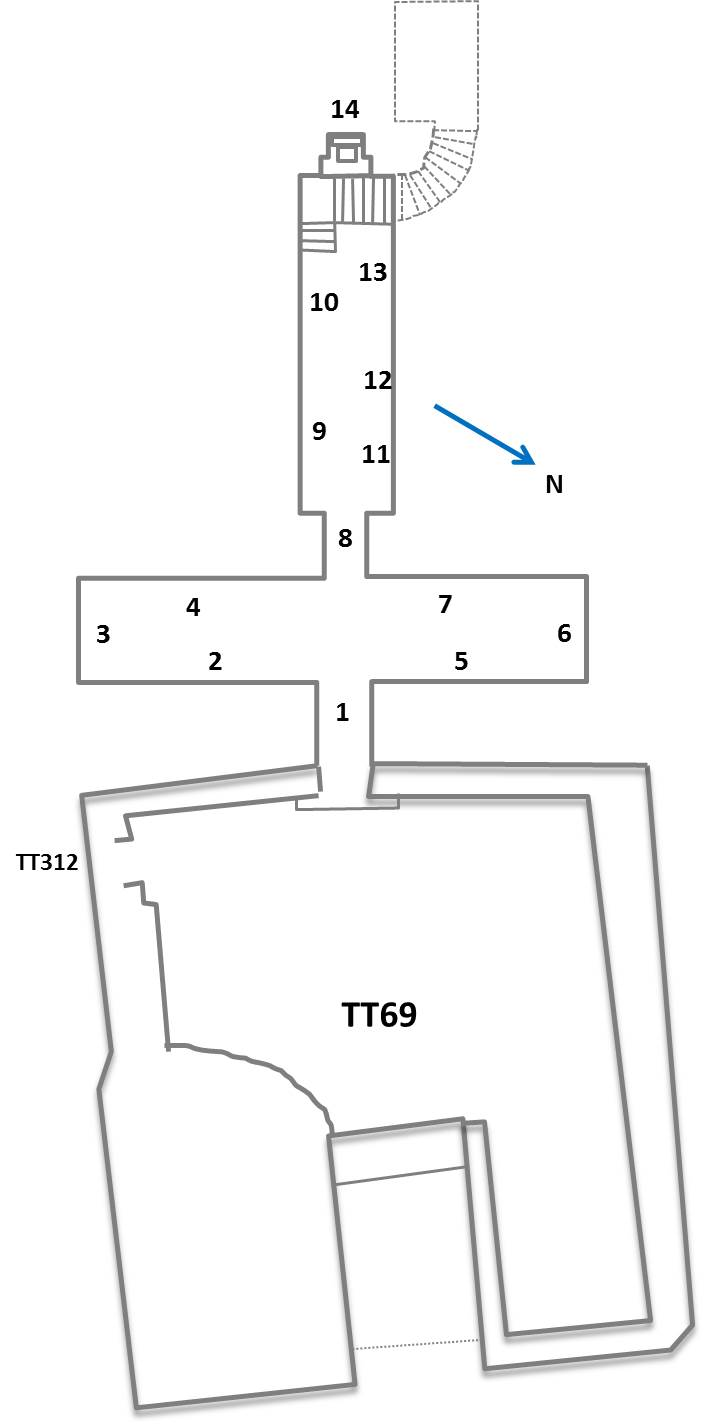
Planta de la tumba TT69.

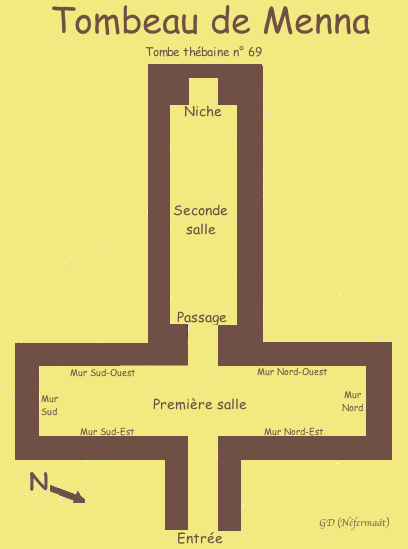
Detalle de la planta de la tumba TT69.

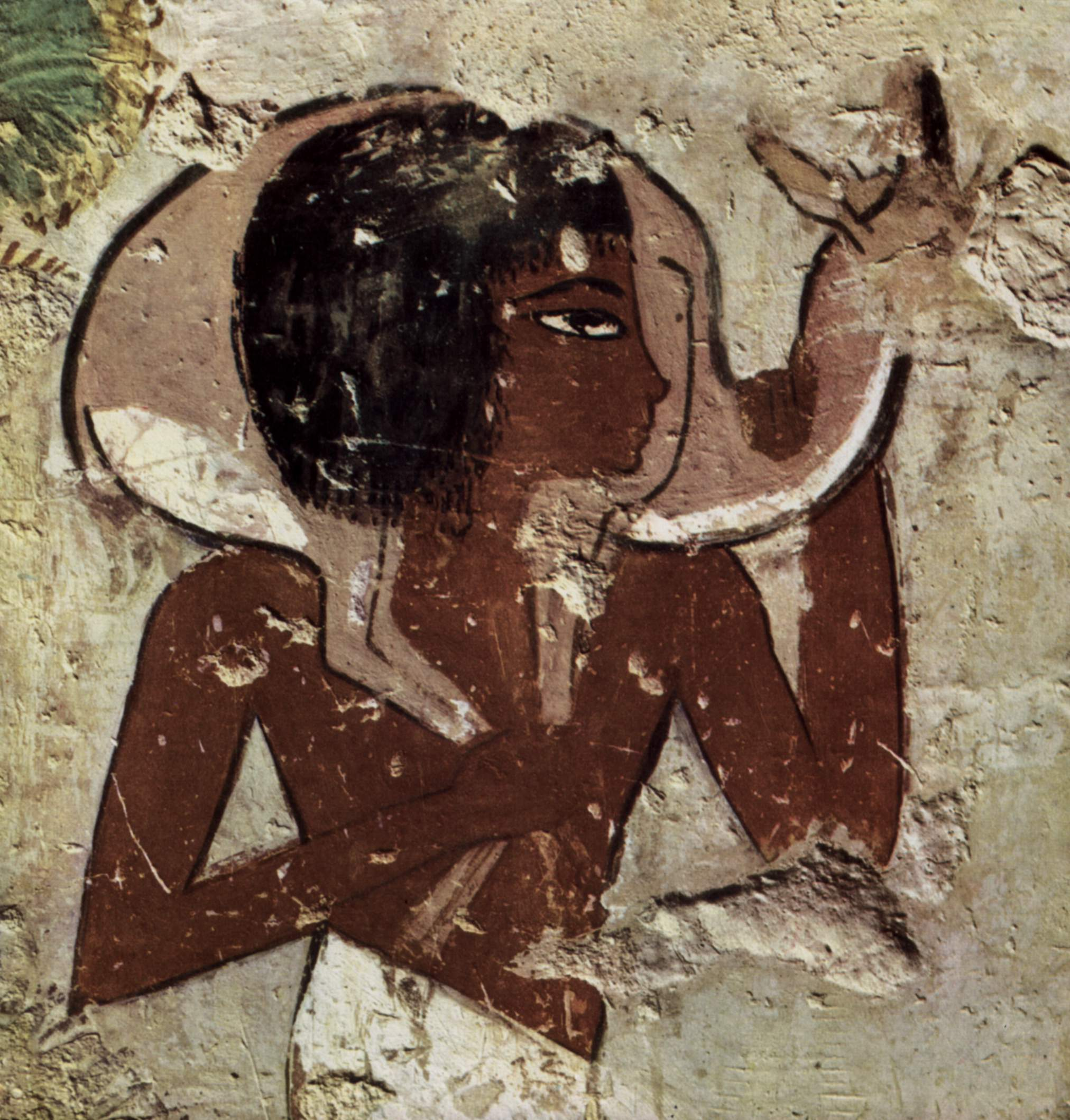
Detalle de la pintura mural con sirviente portando animal en ofrenda.

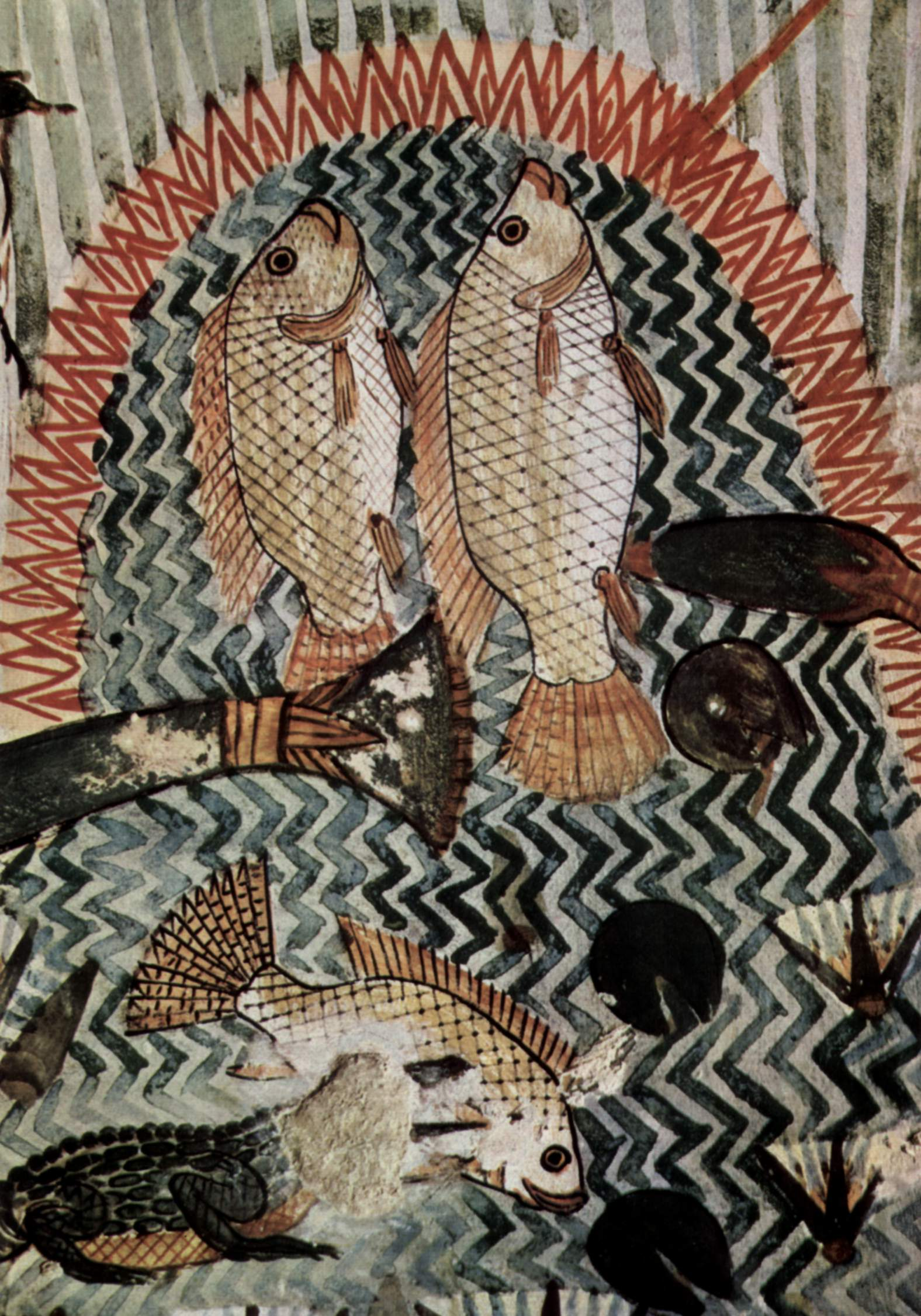
Detalle de la pintura mural con escena de pesca.

La tumba tebana TT69 o tumba de Menna está situada en Sheij Abd el-Qurna, formando parte de la necrópolis tebana, en la orilla oeste del Nilo, frente a Luxor.
Es el lugar de enterramiento del antiguo egipcio Menna, que fue "escriba de los dominios del Señor de las Dos Tierras, del Alto y Bajo Egipto", "supervisor del campo de Amón" y "director de los estudios catastrales" durante la Dinastía XVIII del Antiguo Egipto, probablemente durante el reinado de Tutmosis IV y Amenhotep III.
También se encuentran en la tumba, su esposa, la bella Henuttauy, "señora de las Dos Tierras", cantante de Amón, junto a su hijo que seguiría la profesión del padre y, al menos, tres hijas, una de las cuales, Amenemuasjet, llegaría a ser dama de honor en la corte del faraón.
La tumba de Menna se encuentra muy próxima, al oeste de la tumba de Najt (TT52), que contiene la famosa escena de los músicos. La tumba de Menna, a su vez, es bien conocida por sus magníficos frescos de escenas de la vida cotidiana, representado en brillantes colores. Es posible que parte de la decoración mural fuese realizada por el mismo artesano y temática similar, habiéndose realizado las dos en un intervalo de tiempo comprendido entre el final del reinado de Tutmosis IV y comienzos del de Amenhotep III.

## Planta y decoración

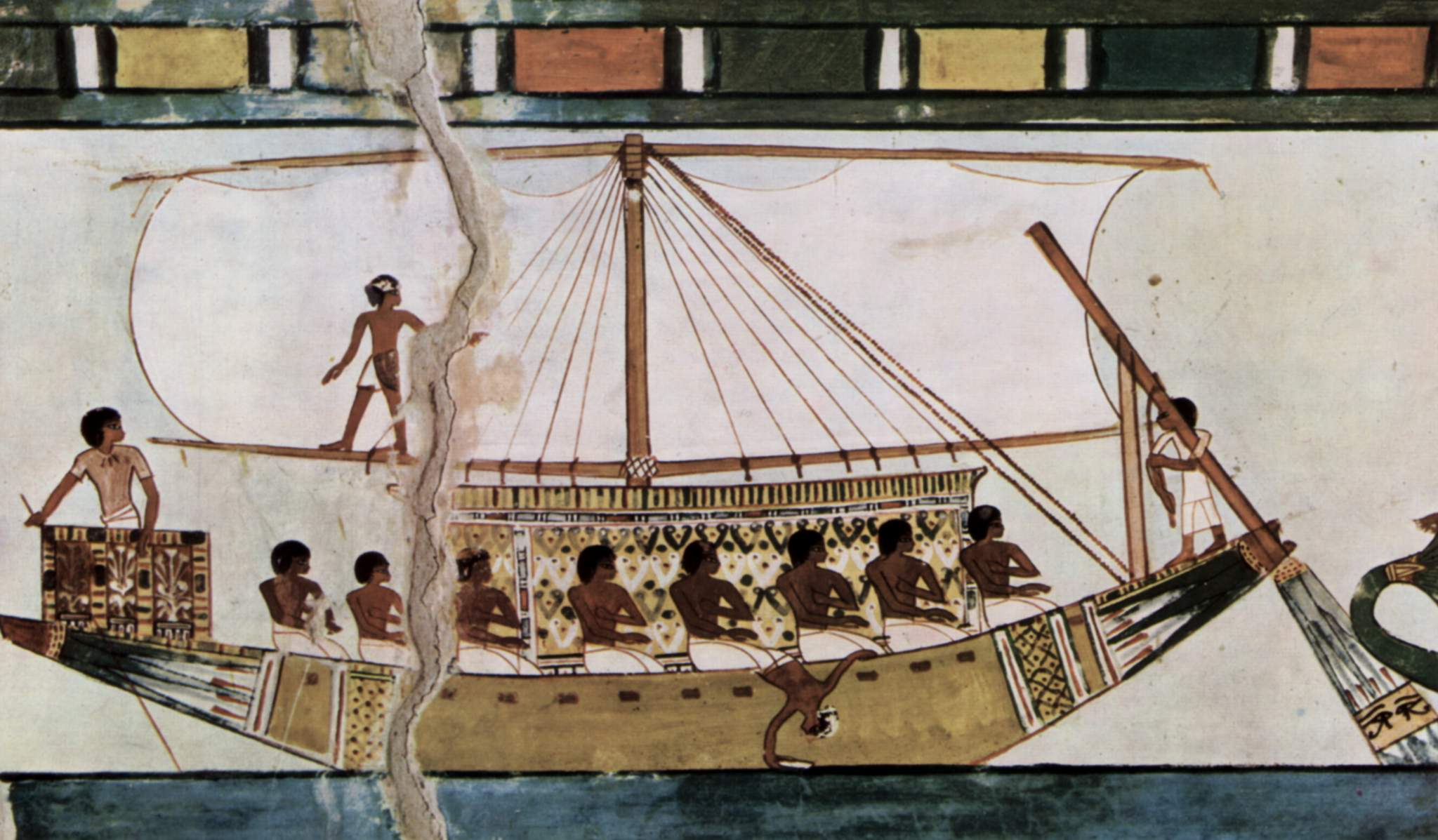
Representación de un barco funerario a vela.

La disposición de la TT 69 es típica de las tumbas tebanas de la dinastía XVIII, con un patio exterior, una capilla excavada en la roca en forma de T invertida y una cámara funeraria subterránea con una sala transversal. La tumba se asienta sobre un eje este-oeste, con el santuario central orientado al oeste y la entrada a la tumba orientada al este.
El patio de la TT 69 se hundió en el suelo y se construyó un muro de cerramiento de adobe a su alrededor. Hoy se accede a él por una rampa moderna, pero en la antigüedad parece haber tenido escaleras de adobe. Robert Mond también tiene constancia de una puerta y un dintel decorados, aunque en la actualidad hay una puerta moderna de hormigón y metal. El antiguo adobe sigue presente, aunque ha sido reforzado con adobe moderno y hormigón.
En la sala transversal, a la derecha hay escenas típicas que muestran a Menna y a su esposa recibiendo (u ofreciendo) ofrendas. En el extremo derecho de la primera sala hay una estela, que muestran a Menna y esposa por duplicado, alzando las manos en señal de adoración. En su franja inferior, aparecen ofrendas de alimentos que son quemadas, al tiempo que un sacerdote vierte incienso, probablemente como parte de la representación de la Bella Fiesta del Valle.
El muro trasero de la primera sala muestra la fiesta funeraria. Al extremo izquierdo se muestra a Menna y a su esposa ofrecen venerando a Osiris en su santuario. Las paredes de esta zona muestran las ofrendas a Menna y a continuación, los campos con escenas agrícolas. En la franja inferior, se representa un carro de guerra, tirado por un caballo overo.
El lado izquierdo de la segunda sala muestra escenas funerarias, con el fallecido viajando a Abidos y en la esquina opuesta, el ritual del pesaje del corazón. El lado derecho muestra la típica escena de Menna, con vestimenta de lino y portando un collar usej, acompañado de su esposa, hijos y sirvientes, pescando tilapias y percas del Nilo y cazando aves sobre una barca en las marismas. Una escena similar de pesca y caza se encuentra en la cercana tumba de Najt, aunque allí no se llega a alcanzar la calidad, frescura y composición de esta.
Al final de la sala se encuentran los restos de la estatua de Menna y su esposa (la parte superior de la estatua ha sido destruida).

## Daños
Muchas de las representaciones de Menna han sido deliberadamente dañadas, ya sea por haber eliminado su cara, arrancados sus ojos o por tener las manos dañadas para que no sujeten los elementos con que se representaban.